# رامون غارسيا دي ليون إي بيزارو
رامون غارسيا دي ليون إي بيزارو (بالإسبانية: Ramón García de León y Pizarro)‏ هو عسكري إسباني، ولد في 1745 في وهران في الجزائر، وتوفي في 1 ديسمبر 1815 في سوكري في بوليفيا.